# 高岩肇
高岩 肇（たかいわ はじめ、1910年11月9日 - 2000年1月28日）は、日本の脚本家。
東京生まれ。慶應義塾大学卒。在学中から小説『季節の展望』『素質』『新三田派』を発表した。1939年の映画『若き日の感激』で脚本を担当。以後シナリオ作家として活動し、1951年から東映や大映を中心に映画脚本を執筆した。
2000年1月28日、腎不全のため死去。

## 脚本
※は共同執筆

### 映画
- 若き日の感激 （1939年、新興キネマ）
- 妻より何処へ行く （1940年、新興キネマ）
- 誰か故郷を思はざる （1940年、新興キネマ）
- 玄海灘  （1940年、新興キネマ）
- 悲運の姉妹 （1940年、新興キネマ）
- 旋風街 （1941年、新興キネマ）
- 香港攻略 英國崩るゝの日 （1942年、大映） ※
- 夜光る顔 （1946年、大映）
- パレットナイフの殺人 （1946年、大映）
- 盗まれかけた音楽会 （1946年、大映）
- 鉄拳の街 （1947年、大映） ※
- 蝶々失踪事件 （1947年、大映）
- 三面鏡の恐怖 （1948年、大映）
- その夜の冒険 （1948年、大映）
- 男が血を見た時 （1949年、大映）
- 虹男 （1949年、大映）
- まぼろし夫人 （1949年、松竹）
- 氷柱の美女 （1950年、大映）
- 蜘蛛の街 （1950年、大映）
- 指名犯人 （1950年、大映） ※
- 絢爛たる殺人 （1951年、大映）
- 霧の夜の恐怖 （1951年、大映）
- わが一高時代の犯罪 （1951年、東映）
- 八ツ墓村 （1951年、東映）
- 拳銃地獄 （1951年、東映）
- 新選組 （1952年、東映）
- 生き残った弁天様 （1952年、東映）
- 暗黒街の鬼 （1952年、東映）
- 南海の情火 ギラム （1952年、東映）
- 喧嘩笠 （1953年、東映）
- 暁の市街戦 （1953年、東映）
- 憧れの星座 （1953年、東映）
- 忠治旅日記 喧嘩大鼓 （1953年、東映）
- 南国太平記 （1954年、東映）
- 謎の黄金島 （1954年、東映）
- 血ざくら判官 （1954年、東映）
- 二挺拳銃の竜 （1954年、東映）
- 投げ唄左門二番手柄 釣天井の佝僂男 （1954年、大映）
- 犬神家の謎 悪魔は踊る （1954年、東映）
- 暗黒街の脱走 （1954年、東映）
- 火の女 （1954年、大映）
- 新選組鬼隊長 （1954年、東映）
- 俺の拳銃は素早い （1954年、日活）
- 青龍街の狼 （1955年、東映）
- 東京暴力団 （1955年、大映）
- 地獄の接吻 （1955年、日活）
- 旗本退屈男 謎の伏魔殿 （1955年、東映）
- 長崎の夜 （1955年、大映） ※
- ふり袖小天狗 （1955年、東映）
- 黒田騒動 （1956年、東映）
- 大地の侍 （1956年、東映）
- 鍔鳴浪人 （1956年、東映）
- 神阪四郎の犯罪 （1956年、日活）
- 快剣士笑いの面 （1956年、東映）
- 逆襲 獄門砦 （1956年、東映）
- 魔の花嫁衣裳 （1956年、東映）
- 野郎ども表へ出ろ （1956年、東映）
- 暁の逃亡 （1956年、日活）
- 恐怖の空中殺人 （1956年、東映）
- 駅馬車襲わる （1957年、大映）
- 海賊奉行 （1957年、東映）
- 雨情 （1957年、東京映画）
- 曙荘の殺人 （1957年、大映）
- 地獄岬の復讐 （1957年、東映）
- 反逆者 （原作とも 1957年、日活 ）
- 日清戦争風雲秘話 霧の街 （1957年、東映）
- 透明人間と蝿男  （1957年、大映）
- 冥土の顔役 （1957年、大映）
- はやぶさ奉行 （1957年、東映）
- 花吹雪 鉄火纏 （1957年、東映）
- 月姫系図 （1958年、大映）
- 花太郎呪文 （1958年、大映）
- 猫は知っていた （1958年、大映）
- 不敵なる反抗 （1958年、東映）
- 地獄の罠 （1958年、日活）
- 新選組 （1958年、東映）
- 国定忠治 （1958年、東映）
- 剣は知っていた 紅顔無双流 （1958年、東映）
- 銀座の砂漠 （1958年、日活）
- 赤い陣羽織 （1958年、歌舞伎座）
- 眼の壁 （1958年、松竹）
- 共犯者 （1958年、大映）
- 紫頭巾 （1958年、東映）
- 密告者は誰か （1958年、東宝）
- 伝七捕物帳 女肌地獄 （1959年、松竹）
- 右門捕物帖 片目の狼 （1959年、東映）
- 修羅桜 （1959年、松竹）
- 絞首台の下 （1959年、日活）
- 暗黒の旅券 （1959年、日活）
- 独眼竜政宗 （1959年、東映）
- 血闘水滸伝 怒濤の対決 （1959年、東映）
- 柳生旅日記 天地夢想剣 （1959年、松竹）
- 飛びっちょ勘太郎 （1959年、宝塚映画）
- 大学の暴れん坊 （1959年、日活）
- 晴れ姿勢揃い 剣侠五人男 （1959年、松竹）
- 俺は欺されない （1960年、日活）
- 四万人の目撃者 （1960年、松竹）
- 御存じいれずみ判官 （1960年、東映）
- 柳生旅日記 龍虎活殺剣 （1960年、松竹）
- 旗本と幡随院 男の対決 （1960年、東映）
- 大岡政談 魔像篇 （1960年、東映）
- 江戸の朝風 （1960年、東映）
- 第六の容疑者 （1960年、宝塚映画）
- 鳴門秘帖 （1961年、東映）
- 第三捜査命令 （1961年、松竹）
- 剣豪天狗まつり （1961年、東映）
- おてもやん （1961年、大映）
- モーガン警部と謎の男 （1961年、東映）
- 霧と影 （1961年、ニュー東映）
- 黄色い風土 （1961年、ニュー東映）
- 右門捕物帖 卍蜘蛛 （1962年、東映）
- 誘拐 （1962年、大映）
- 二・二六事件 脱出 （1962年、東映）
- 真昼の罠 （1962年、大映）
- 八月十五日の動乱 （1962年、東映）
- 忍びの者 （1962年、大映）
- 勢揃い東海道 （1963年、東映）
- 黒の札束 （1963年、大映）
- 風速七十五米 （1963年、大映）
- 続・忍びの者 （1963年、大映）
- 雲切獄門帖 （1963年、東映）
- 犯罪作戦No.1 （1963年、大映）
- 新・忍びの者 （1963年、大映）
- 夫が見た （1964年、大映）
- 犯罪のメロディー （1964年、松竹）
- 銃殺（1964年、東映）
- 忍びの者 霧隠才蔵 （1964年、大映）
- 駿河遊侠伝 破れ太鼓 （1964年、大映）
- 博徒ざむらい （1964年、大映）
- 忍びの者 続・霧隠才蔵 （1964年、大映）
- 御金蔵破り（1964年、東映） ※原案
- 赤い手裏剣 （1965年、大映）
- 春婦伝 （1965年、日活）
- 若親分 （1965年、大映）
- にっぽん泥棒物語 （1965年、東映）
- 主水之介三番勝負 （1965年、東映）
- 怪談せむし男 （1965年、東映）
- 怪談片目の狼 （1965年、東映）
- 天保遊侠伝 代官所破り （1965年、東映）
- 野郎に国境はない （1965年、日活）
- 若親分喧嘩状 （1966年、大映）
- 侠勇の花道 ドス （1966年、松竹）
- 忍びの者 新・霧隠才蔵 （1966年、大映）
- 座頭市の歌が聞える （1966年、大映）
- 遊侠三代 （1966年、東映）
- 若親分あばれ飛車 （1966年、大映）
- 処女受胎 （1966年、大映）
- 地獄の掟に明日はない （1966年、東映）
- 新書・忍びの者 （1966年、大映）
- 新書・忍びの者 （1966年、大映）
- 兵隊やくざ 俺にまかせろ （1967年、大映）
- にせ刑事 （1967年、大映）
- 眠狂四郎無頼控 魔性の肌 （1967年、大映）
- 若親分兇状旅 （1967年、大映）
- 脱獄者 （1967年、大映）
- やくざ坊主 （1967年、大映）
- 眠狂四郎女地獄 （1968年、大映）
- 陸軍諜報33  （1968年、東映） ※
- 女賭博師尼寺開帳 （1968年、大映）
- 女賭博師みだれ壺 （1968年、大映）
- 眠狂四郎悪女狩り （1969年、大映）
- めくらのお市物語 真っ赤な流れ鳥 （1969年、京都映画）
- 女賭博師十番勝負 （1969年、大映）
- 刑務所破り （1969年、大映）
- 天狗党 （1969年、大映）
- 女賭博師壷くらべ （1970年、大映）
- 待ち伏せ （1970年、三船プロ）
- 皆殺しのスキャット （1970年、大映）
- 新女賭博師 壷ぐれ肌 （1971年、大映）
- 秘録長崎おんな牢 （1971年、大映）
- 殺人拳2  （1974年、東映） ※

### テレビドラマ
- 七人の刑事 （1963年、TBS）
- 東京警備司令 ザ・ガードマン （1965年、TBS）
- 風 （1967年 - 1968年、TBS）
- 五人の野武士 （1968年、NTV）
- 大奥 （1968年 - 1969年、CX）
- あゝ忠臣蔵 （1969年、KTV）
- 大坂城の女 （1970年、KTV）
- 柳生十兵衛 （1970年 - 1971年、CX）
- 大忠臣蔵 （1971年、NET）
- 忍法かげろう斬り （1972年、KTV）
- さすらいの狼 （1972年、NET）
- 眠狂四郎 （1972年 - 1973年、KTV）
- 水滸伝 （1973年 - 1974年、NTV）
- 旗本退屈男 （1973年 - 1974年、NET）
- 唖侍鬼一法眼 （1973年 - 1974年、NTV）
- 狼・無頼控 （1973年 - 1974年、NET）
- 次郎長三国志 （1974年、NET）
- 運命峠 （1974年 - 1975年、KTV）
- 座頭市物語 （1974年 - 1975年、CX）
- 右門捕物帖 （1974年 - 1975年、NET）
- 賞金稼ぎ （1975年、NET）
- ザ★ゴリラ7 （1975年、NET）

## 参考
- 文藝年鑑1955
- 日本映画データベース